# Limenitis hieronica
Limenitis hieronica är en fjärilsart som beskrevs av Hans Fruhstorfer 1915. Limenitis hieronica ingår i släktet Limenitis och familjen praktfjärilar. Inga underarter finns listade i Catalogue of Life.